# 有神論
有神論（ゆうしんろん、theism）は、「神は存在する」という主張のこと。対義語は無神論。
多くの宗教は、その教義の中に有神論を含んでおり、その宗教が信仰する神が唯一なのか複数なのかによって一神教、多神教などに分けられる。
無神論の対義語として有神論という語を最初に用いたのは、イギリスの哲学者ラルフ・カドワース（1617年 - 1688年）だとされる。

## 神の数による分類

### 単独
- 一神教(Monotheism)
  - 共存的な一神教：神は1柱だけだが、多くの名と異なる特徴をもつ。ヒンドゥー教における神々はこの考え方があてはまることが多い。
  - 排他的な一神教：神は1柱だけであり、その他の全ての神は誤りである。アブラハムの宗教（ユダヤ教、キリスト教、イスラム教（イスラーム）の三宗教）やヒンドゥー教におけるヴィシュヌ崇拝の一派などがこれに当たる。

一神教として最も早く知られたのは、ゾロアスター教である。

### 二柱
- 二神教(Ditheism/Bitheism)

対立する、もしくは相補関係にある二柱の神が存在し、両者の関係が世界を支配すると考える。
ウイッカの一部や、アステカのオメテオトル（男神オメテクトリ＝女神オメシワトル）崇拝などが該当する。

### 多数
- 多神教(Polytheism)：多神教は、複数の神が存在するという考え方である。多神教の範囲内にも、「堅い」ものから「柔らかい」ものまで多様である。
  - 「堅い」多神教では、個々の神々をはっきりと別々の存在に分けて考える（例えば、神道や古代ギリシア神話）。
  - 「柔らかい」多神教では、種々の神々はより大きい全体に包含されるものと考える（例えば、ヒンドゥー教の大部分）。

また、個々の神への関心の持ち方、崇拝の仕方によっても分けられる。
- 単一神教(Henotheism)：複数の神がいてもよいが、至高の神はただ1柱である（例えば、国家神道）。
  - 交替神教(Kathenotheism)：複数の神がいる。しかし、一度に礼拝されるのは1柱の神だけでなければならない。各々の神はそれぞれに至高である。

- 拝一神教(Monolatry)：複数の神がいてもよいが、崇拝されるべきはただ1柱でなければならない。

## 神と世界の関係による分類

### 内在的
神を、世界の内にいる「内在的」な存在と考える。
- 汎神論(Pantheism)：「神と世界は同一である」。物質的な世界と神は同等であり、分かつことはできない。
- 汎霊説/アニミズム(animism)：「世界のあらゆる部分に、神（霊）が存在する」
- その他、非超越的な有神論全般

### 超越的
神を、世界の外にいる「超越的」な存在と考える。
- 理神論(deism)：「神は世界を創造したが、その後、干渉することはない」
  - Polydeism:「多数の神が存在するが、世界に介入することはない」
- グノーシス主義
- その他、超越的な有神論全般

### 超越的 + 内在的
- 万有内在神論(Panentheism)：「世界は神の内にある」。神は宇宙より大きく、物質的な世界は神の内部に含まれる。
- ネオプラトニズム
- その他、超越と内在を横断する有神論全般

### 超越的 → 内在的
- 汎理神論(Pandeism)：「神は世界を創造し、今ではそれと等価となっている」。理神論的側面と汎神論的側面とを組み合わせたもの[1]。

## その他
- 悪神論 / 邪神論（Misotheism）：「神（もしくは神々）は邪悪である」